# Céline Lecompère
Céline Lecompère (* 8. Juni 1983 in Troyes) ist eine ehemalige französische Shorttrackerin.

## Werdegang
Lecompère belegte bei den Europameisterschaften 2004 in Zoetermeer den 15. Platz im Mehrkampf und bei den Weltmeisterschaften 2004 in Göteborg den 17. Rang im Mehrkampf. In der Saison 2004/05 wurde sie bei den Weltmeisterschaften 2005 in Peking Sechste mit der Staffel und bei den Teamweltmeisterschaften 2005 in Chuncheon Vierte. Zudem gewann sie bei den Europameisterschaften 2005 in Turin die Silbermedaille mit der Staffel. Bei der Winter-Universiade 2005 in Innsbruck nahm sie an vier Läufen teil, wobei der neunte Platz über 1000 m ihre beste Platzierung war. Auch bei den Europameisterschaften 2006 in Krynica-Zdrój holte sie die Silbermedaille mit der Staffel und startete international letztmals bei den Olympischen Winterspielen 2006 in Turin, wo sie den fünften Platz mit der Staffel belegte.

## Erfolge

### Olympische Spiele
- 2006 Turin: 5. Platz Staffel

### Shorttrack-Weltmeisterschaften
- 2004 Göteborg: 6. Platz 1000 m, 17. Platz Mehrkampf, 21. Platz 500 m, 26. Platz 1500 m
- 2005 Peking: 6. Platz Staffel

### Team-Weltmeisterschaften
- 2005 Chuncheon: 4. Platz

### Europameisterschaften
- 2004 Zoetermeer: 15. Platz Mehrkampf
- 2005 Turin: 2. Platz Staffel
- 2006 Krynica-Zdrój: 2. Platz Staffel

## Persönliche Bestleistungen
| Disziplin | Zeit         | Datum           | Ort       |
| --------- | ------------ | --------------- | --------- |
| 500 m     | 46,207 s     | 20. Januar 2005 | Innsbruck |
| 1000 m    | 1:35,829 min | 21. Januar 2005 | Innsbruck |
| 1500 m    | 2:33,401 min | 19. Januar 2005 | Innsbruck |
| 3000 m    | 5:26,645 min | 22. Januar 2005 | Innsbruck |